# Letis integra
Letis integra là một loài bướm đêm trong họ Erebidae.